# Virtualização de servidor
A Virtualização de Servidor é a técnica de execução de um ou mais servidores virtuais sobre um servidor físico. Permite maior densidade de utilização de recursos (hardware, espaço e etc), enquanto permite que isolamento e segurança sejam mantidos. Com a Virtualização de Servidor, conquista-se os seguintes benefícios:
- Consolidação de Servidores: Muitos servidores implantados pelas organizações são sub-utilizados. Implantando multiplos servidores em um numero menor de servidores físicos, é possível aumentar a utilização média de recursos dos servidores, enquanto diminui o numero de máquinas.
- Economia de eletricidade e iniciativas de Green IT: na maioria das organizações, consolidar os servidores com Virtualização de Servidores diminui os gastos com eletricidade, espaço físico ocupado, consumo com refrigeração do ambiente, desperdícios de recursos, indo de encontro com iniciativas de Green IT..

- Isolamento de Aplicação ou Serviço: Com a criação de máquinas virtuais isoladas, a execução dos serviços e aplicações é feita em Sistemas Operacionais diferentes. Isso previne que uma aplicação afete outra quando você faz uma atualização ou mudança. Isso se torna melhor do que executar diversas aplicações em um único Sistema Operacional.

- Implantação de Servidores Simplificada: Com a criação de imagens padrão de servidores virtuais, você pode implantar máquinas virtuais de forma muito mais simples. Como você está implementando um servidor virtual, você também não precisa fazer aquisição de um novo Hardware, e localizar espaço e energia elétrica em um Data Center. (Observando sempre a utilização de recursos compartilhados dentro de um Host, você pode ter que adquirir um novo Hardware para executar suas Máquinas Virtuais)

- Maior disponibilidade de Aplicações e Serviços: Como a aplicação ou serviço não está mais conectado diretamente a um hardware específico, é mais fácil assegurar disponibilidade e recuperação. Algumas tecnologias permitem, inclusive, migrar uma máquina virtual de um host a outro host sem interrupção da máquina virtual.

- Múltiplos Sistemas Operacionais podem ser executados uma única plataforma: Com a virtualização, é possível utilizar diferentes Sistemas Operacionais em um único servidor físico, como Windows Server 2003 e Windows Server 2008 R2 e até mesmo Linux.

## Exemplos de Produtos de Virtualização de Servidores
- Hyper-V (Microsoft)
- ESX (VMWare)
- Xen (Citrix)
- Proxmox
- VMWare